# Houjia
Houjia — рід грибів родини Phaeothecoidiellaceae. Назва вперше опублікована 2010 року.